# Грб општине Ковачица
Општина Ковачица као свој симбол користи само велики грб. То значи да Ковачица нема грб у више нивоа, иако је уобичајена пракса да се на штит са грба гледа као на мали грб.

## Изглед грба
Златом обрубљени штит издељен крстом. Хералдичко горње десно поље црвене боје, хералдичко горње лево поље плаве боје, хералдичко доње десно поље зелене боје, хералдичко доње лево поље златне боје. У средини преко свега бели голуб у лету са маслиновом гранчицом у кљуну. Црвена боја представља Србе, плава Словаке, зелена Мађаре, а жута Румуне, народе који живе у овој општини.
Штит придржавају с обе стране по један црни пропети коњ златних грива, репова и копита. Стоје на ленти црвене боје на којој је на средини златним словима исписано КОВАЧИЦА. Лента прекрива подножје штита на ком се налазе четири зелена брежуљка, један иза другог, а испод самог штита седам златних класова, од којих три се савијају с десне стране штита, три са леве стране, док један стоји у средини усправно.
На врху штита налази се златна круна са пет кракова украшена бисерима и драгуљима.